# SAIL (cable submarino)

Ruta aproximada del SAIL

El South Atlantic Inter Link (inter enlace del océano Atlántico, anteriormente llamado Cameroon-Brazil Cable System, SAIL y CBCS respectivamente por sus siglas en inglés) es un cable submarino planeado a ser construido en el océano Atlántico sur, enlazando Camerún con Brasil. El proyecto fue dado a Unicom China, Camtel y Huawei Marine Networks. Fue diseñado para proveer una ruta con baja latencia entre África y Asia en el este, y con Sudamérica en el oeste. Actualmente el tráfico hacia África se conduce a través de Europa occidental pasando previamente por Estados Unidos. SAIL proveerá un enlace directo entre África y Sudamérica, proveyendo a Camerún, Brasil y sus países vecinos con una mejora en performance.
El cable medirá aproximadamente 6000 km en longitud y contendrá cuatro pares de fibra, cada uno capaz de transmitir 100 longitudes de onda con un ancho de banda de 100 Gbit/s. Se estima que los costes de construcción serán de $130 millones de dólares estadounidenses (80 mil millones CFA), $81 millones (50 mil millones CFA) de los cuales serán financiados por el Banco Exim de China y el resto contribuido por Camtel. Camtel por su parte ha recibido financiación por $17 millones (20 mil millones CFA) de Unicom.
El 22 de octubre de 2015 Huawei Marine anunció que le fue otorgado el contrato para construir el cable SAIL a comienzos de 2016.
SAIL será el cuarto cable submarino a enlazar con Camerún después de WACS, ACE y SAT-3/WASC, el cual proporcionará conectividad diversificada entre la los países de la costa este de África y Europa.
Sus puntos de amarre serán:
- Kribi, Camerún
- Fortaleza, Brasil